# Carlos Prada Sanmiguel
 Carlos Prada Sanmiguel, né le 27 décembre 1939 à Floridablanca (Santander), Colombie, et mort le 16 août 2013 à Bogota, Colombie, est un prélat catholique colombien.

## Biographie
Carlos Prada Sanmiguel est ordonné prêtre en 1966. Il est nommé évêque auxiliaire de  Medellin et évêque titulaire de Baliana en 1988. En 1994 il est nommé évêque de Duitama-Sogamoso et prend sa retraite en 2012.

## Sources
- Profil sur Catholic hierarchy